# Prerogativă regală
În țările cu formă de guvernământ monarhică, prerogativa regală reprezintă totalitatea puterilor, privilegiilor și imunităților care sunt recunoscute de lege ca aparținând exclusiv Suveranului (mai ales în țările cu sistem de drept jurisprudențial, cum sunt cele anglo-saxone, dar, uneori, și în cele cu sistem de drept continental, romano-german). Prerogativa regală este mijlocul prin care se exercită efectiv puterile executive deținute de monarh, în procesul guvernării statului.
În cele mai multe monarhii constituționale, puterile individuale pot fi abolite de către Parlament, cu toate că, în Marea Britanie, prerogativa regală este delegată șefului Guvernului și o procedură legală specială permite Parlamentului să se opună eventualei dorințe a Primului-ministru de a folosi efectiv asemenea puteri de rezervă.
Cu toate că unii șefi de stat republicani (președinți) posedă puteri similare, ele nu sunt neapărat la fel în toate țările și pot exista unele diferențe fundamentale, atât în metoda de aplicare, cât și în cuprinderea sferei de competență a șefului puterii executive.
Tradițional, în Marea Britanie prerogativa este exercitată de către monarh singur, fără a exista necesitatea aprobării de către Parlament (după momentul istoric al adoptării Magna Carta). În practică, de la urcarea pe Tron a Casei de Hanovra, aceste puteri au fost exercitate de Rege numai la sfatul Primului-Ministru sau al Cabinetului care, la rândul lor, răspund în fața Parlamentului (cu excepția problemelor interne ale Familiei Regale). Lucrurile se petrec astfel încă din timpul lui William al IV-lea.
În mod normal, în democrațiile liberale, care sunt atât monarhii constituționale cât și state naționale  - cum ar fi cele din Danemarca, Japonia sau Suedia - exercitarea prerogativei regale servește și ca o funcție ceremonială care atestă și consfințește public suveranitatea statului.

## Prerogativele Suveranului României
Constituția României din 1923, cea mai recentă constituție monarhică românească elaborată într-un climat liber și democratic, prevede detaliat – în special la art. 88, dar și la alte articole - care sunt puterile Regelui României:
„
Art. 10. [...] Decorațiunile străine se vor purta de Români numai cu autorizarea Regelui.
Art. 34. - Puterea legislativă se exercită colectiv de către Rege și Reprezentațiunea națională.
Reprezentațiunea națională se împarte în două Adunări: Senatul și Adunarea deputaților.
Orice lege cere învoirea a câtor trele ramuri ale puterii legiuitoare.
Nici o lege nu poate fi supusă sancțiunii regale decât după ce se va fi discutat și votat liber de majoritatea ambelor Adunări.
Art. 39. - Puterea executivă este încredințată Regelui, care o exercită în modul regulat prin Constituțiune.
Art. 40. - Puterea judecătorească se exercită de organele ei.
Hotărârile lor se pronunță în virtutea legii și se execută în numele Regelui.
Art. 83. - Regele, în vieață fiind, poate numi o Regență, compusă din trei persoane, care, după moartea Regelui, să exercite puterile regale în timpul minorității succesorului Tronului. [...]
Art. 87. - Persoana Regelui este inviolabilă. Miniștrii lui sunt răspunzători.
Nici un act al Regelui nu poate avea tărie dacă nu va fi contrasemnat de un ministru, care prin aceasta chiar devine răspunzător de acel act.
Art. 88.
- - Regele numește și revoacă pe miniștrii săi.
- El sancționează și promulgă legile.
- El poate refuza sancțiunea sa.
- El are dreptul de amnistie în materie politică.
- Are dreptul de a ierta sau micșora pedepsele în materii criminale, afară de ceea ce se statornicește în privința miniștrilor.
- El nu poate suspenda cursul urmăririi sau al judecății, nici a interveni prin nici un mod în administrația justiției.
- El numește sau confirmă în funcțiunile publice potrivit legilor.
- El nu poate crea o nouă funcțiune fără o lege specială.
- El face regulamente necesare pentru executarea legilor, fără să poată vreodată modifica sau suspenda legile și nu poate scuti pe nimeni de executarea lor.
- El este capul puterii armate.
- El conferă gradele militare în conformitate cu legea.
- El va conferi decorațiunile române conform unei anume legi.
- El are dreptul de a bate monedă conform unei legi speciale.
- El încheie cu Statele străine convențiunile necesare pentru comerț, navigațiune și alte asemenea; însă pentru ca aceste acte să aibă autoritate îndatoritoare, trebuie mai întâiu a fi supuse Puterii legislative și aprobate de ea.

Art. 89. - Legea fixează lista civilă pentru durata fiecărei Domnii.
Art. 90.
- - La 15 Octomvrie a fiecărui an, Adunarea deputaților și Senatul se întrunesc fără convocare, dacă Regele nu le-a convocat mai înainte.
- Durata fiecărei sesiuni este de cinci luni.
- Regele deschide sesiunea prin un Mesaj, la care Adunările fac răspunsurile lor.
- Regele pronunță închiderea sesiunii.
- El are dreptul de a convoca în sesiune extraordinară Adunările.
- El are dreptul de a dizolva ambele Adunări deodată sau numai una din ele. Actul de dizolvare trebuie să conțină convocarea alegătorilor până în două luni de zile și a Adunărilor până în trei luni.
- Regele poate amâna Adunările; oricum, amânarea nu poate depăși termenul de o lună, nici a fi reînoită în aceeaș sesiune fără consimțământul Adunărilor.

Art. 91. - Regele nu are alte puteri decât acele date lui prin Constituțiune.
”